# UFC Fight Night: Makhachev vs. Green
UFC Fight Night: Makhachev vs. Green (también conocido como UFC Fight Night 202, UFC on ESPN+ 60 y UFC Vegas 49) fue un evento de artes marciales mixtas producido por Ultimate Fighting Championship que tuvo lugar el 26 de febrero de 2022 en las instalaciones del UFC Apex en Enterprise, Nevada, parte del área metropolitana de Las Vegas, Estados Unidos.

## Antecedentes
Se esperaba que un combate de peso ligero entre Islam Makhachev y Beneil Dariush sirviera como evento principal. Sin embargo, el 16 de febrero, se informó que Dariush se retiró del evento debido a una lesión en el tobillo y fue sustituido por Bobby Green con sólo 10 días de antelación en un peso de 160 libras.
Está previsto un combate de peso ligero entre Farès Ziam y Terrance McKinney. La pareja estaba previamente reservada para UFC Fight Night: Vieira vs. Tate en noviembre pasado, pero se canceló unas horas antes de celebrarse debido a que uno de los esquineros de McKinney dio positivo por COVID-19.
Se programó un combate de pesos pesados entre Jairzinho Rozenstruik y Marcin Tybura para el evento. Sin embargo, a mediados de enero, el combate se trasladó a UFC 273.
Se programó un combate de peso gallo femenino entre Wu Yanan y Josiane Nunes. Sin embargo, Wu fue retirada del combate por razones no reveladas y fue sustituida por la recién llegada a la promoción Jennifer Gonzalez. A su vez, Gonzalez fue liberado de la UFC una semana antes del evento por razones no reveladas (más tarde se reveló que estaba relacionado con un incidente de la USADA). Fue sustituida por la recién llegada a la promoción Ramona Pascual.
Se esperaba que Makhmud Muradov se enfrentara a Misha Cirkunov en un combate de peso medio en el evento. Sin embargo, Muradov se retiró a finales de enero debido a una lesión en la mano y fue sustituido por Wellington Turman.
Se esperaba un combate de peso semipesado entre Ryan Spann y Ion Cuțelaba en el evento. Sin embargo, a principios de febrero, Spann se lesionó y el combate se aplazó.
Se esperaba que Jonny Parsons y Michael Gillmore se enfrentaran en un combate de peso wélter en el evento. Sin embargo, Parsons se retiró por razones desconocidas y fue sustituido por Ramiz Brahimaj.
En el evento estaba previsto un combate de peso paja femenino entre Hannah Goldy y la ex Campeona de Peso Atómico de Invicta FC Jinh Yu Frey. Sin embargo, el 23 de febrero, Goldy se retiró por enfermedad y el combate se canceló.
En el pesaje, Rong Zhu pesó 160 libras, cuatro libras por encima del límite de peso ligero sin título. Se espera que su combate se desarrolle en un peso acordado y se le impuso una multa del 40% de su bolsa, que irá a parar a su oponente Ignacio Bahamondes.

## Premios de bonificación
Los siguientes luchadores recibieron $50000 dólares de bonificación.
- Pelea de la Noche: Priscila Cachoeira vs. Ji Yeon Kim
- Actuación de la Noche: Arman Tsarukyan y Wellington Turman